# Poli Ghenova
Poli Plamenova Ghenova (în bulgară: Поли Пламенова Генова, n. 10 februarie 1987, Sofia) este o cântăreață bulgară. A reprezentat Bulgaria de două ori la Concursul Muzical Eurovision: în 2011, cu melodia "Na Inat", nereușind să intre în finală și în 2016 cu piesa "If Love Was A Crime", ajungând pe locul 4 în finală.
Cântă din 1991, când avea vârsta de patru ani. Când Poli a început să studieze engleza, s-a întâlnit cu o bătrână care a învățat-o să cânte. Profesorul ei a insistat că Poli avea iscusința de a deveni cântăreață.
Poli a fost primul membru al Grupului Vocal de Copii "Bon-Bon", întemeiat în 1995. La puțin timp după aceea a fost prima gazdă a spectacolului "Bon-Bon", care a devenit un fenomen. Glasul ei emblematic și zâmbetul ei fermecător sunt reprezentative pentru "Bon-Bon". Și astfel, cariera sa profesională de cântăreață a început.

## La Eurovision
| Puncte primite la Eurovision 2016 (Finală)                            | Puncte primite la Eurovision 2016 (Finală)                  | Puncte primite la Eurovision 2016 (Finală)              | Puncte primite la Eurovision 2016 (Finală)                       | Puncte primite la Eurovision 2016 (Finală) |
| Televot                                                               | Televot                                                     | Televot                                                 | Televot                                                          | Televot                                    |
| 12 puncte                                                             | 10 puncte                                                   | 8 puncte                                                | 7 puncte                                                         | 6 puncte                                   |
| --------------------------------------------------------------------- | ----------------------------------------------------------- | ------------------------------------------------------- | ---------------------------------------------------------------- | ------------------------------------------ |
| - Cipru - Spania                                                      | - Australia - Republica Macedonia                           | - Albania - Azerbaidjan - Malta - Serbia - Regatul Unit | - Grecia - Israel - Italia                                       |                                            |
| 5 puncte                                                              | 4 puncte                                                    | 3 puncte                                                | 2 puncte                                                         | 1 punct                                    |
| - Austria - Belgia - Cehia - Franța - Irlanda - Muntenegru - Norvegia | - Belarus - Finlanda - Germania - Ungaria - Suedia          | - Georgia - Polonia - San Marino                        | - Bosnia și Herțegovina - Republica Moldova - Slovenia - Ucraina | - Croația - Letonia - Țările de Jos        |
| Juriu                                                                 |                                                             |                                                         |                                                                  |                                            |
| 12 puncte                                                             | 10 puncte                                                   | 8 puncte                                                | 7 puncte                                                         | 6 puncte                                   |
|                                                                       | - Franța - Irlanda - Republica Macedonia - Malta - Slovenia | - Australia - Azerbaidjan - Norvegia                    | - Armenia - Israel                                               | - Belgia - Danemarca                       |
| 5 puncte                                                              | 4 puncte                                                    | 3 puncte                                                | 2 puncte                                                         | 1 punct                                    |
| - Regatul Unit                                                        | - Albania - Serbia                                          | - Bosnia și Herțegovina - Polonia                       | - Lituania - Muntenegru                                          | - Belarus - Letonia - Elveția - Ucraina    |

## Lansări
- One Lifetime Is Not Enough ‎(CD, Single, Promo) (2009)
- Na Inat ‎(CD, Single, Promo) (2011)
- # ILWAC ‎(CDr, Single) (2016)[2]